# Tribus Unidas de Nueva Zelanda

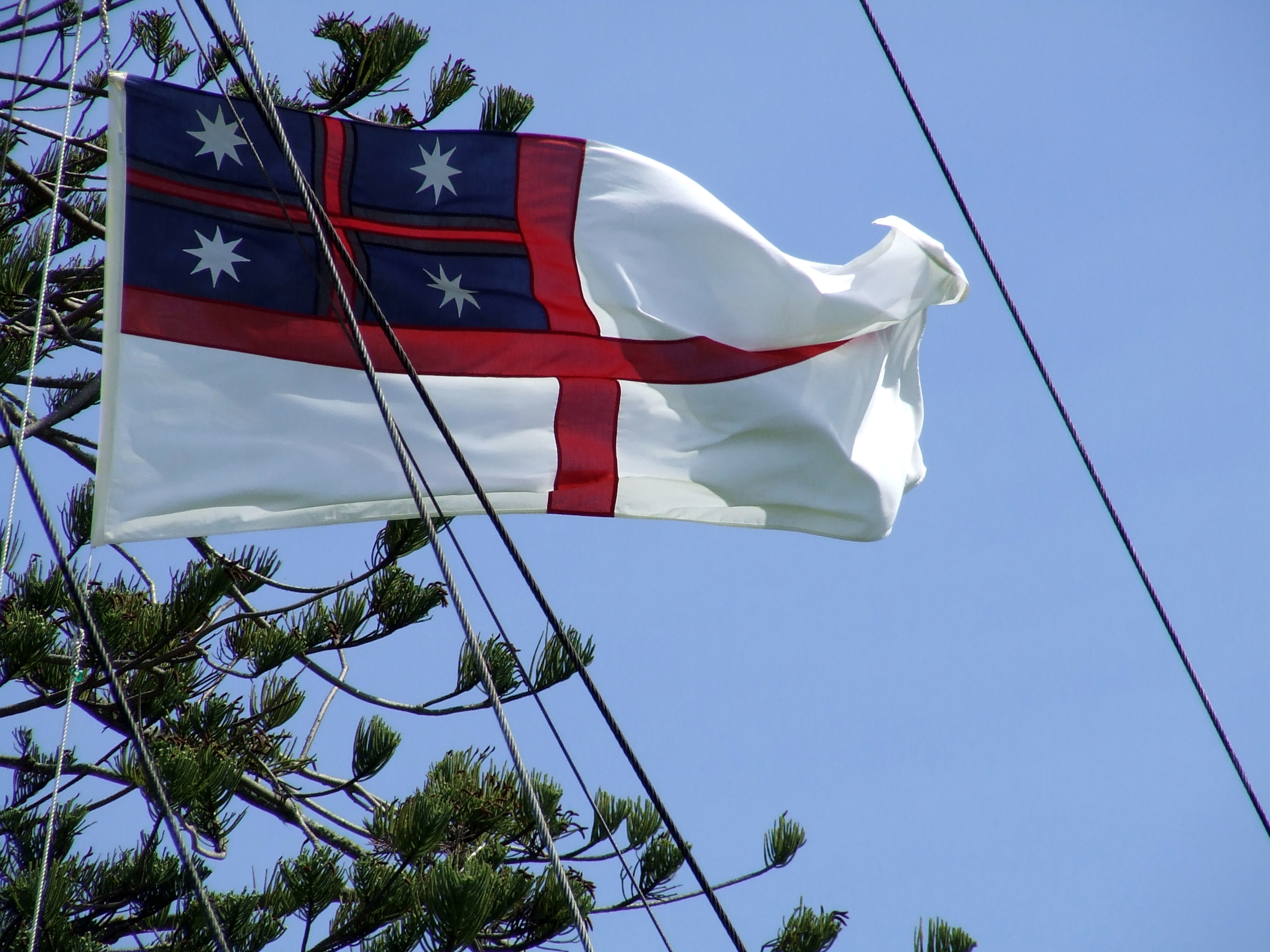
Bandera de las Tribus Unidas ondeando en Waitangi.

Las Tribus Unidas de Nueva Zelanda fue una confederación informal de tribus maoríes con sede en el norte de la Isla Norte.

## Historia
La confederación fue creada en 1834 por un residente británico, James Busby. Busby fue enviado a Nueva Zelanda en 1833 por parte de la Oficina Colonial para que fuera el oficial Residente Británico, y estaba ansioso por fijar un marco para el comercio entre maoríes y europeos; los jefes maoríes de la parte norte de la Isla Norte acordaron reunirse con él en marzo de 1834. Los rumores comenzaron a correr de que el francés, el Barón Charles de Thierry, iba a crear un estado independiente en Hokianga. Las Tribus Unidas declararon su independencia el 28 de octubre de 1835 con la firma de la Declaración de Independencia. En 1836, la Corona Británica bajo el rey Guillermo IV reconoció a las Tribus Unidas y su bandera. Los esfuerzos de Busby fueron muy exitosos – a medida que las islas se fueron colonizando, los británicos comenzaron a considerar una anexión abierta. En febrero de 1840, varios jefes de las Tribus Unidas se reunieron en Waitangi para firmar el Tratado de Waitangi.
Para 1839, la Declaración de las Tribus Unidas tenía 52 firmantes de Northland y unos cuantos de otras partes, principalmente del ariki de Waikato Tainui, Pōtatau Te Wherowhero. Durante las Guerras de los Mosquetes (1807-1842), los Ngāpuhi y otras tribus asaltaron y ocuparon varias partes de la Isla Norte pero finalmente fueron expulsadas y los territorios volvieron a sus estados originales una vez que las demás tribus adquirieron armas europeas.
Desde el punto del gobierno colonial neozelandés, se ha considerado que la confederación fue asimilada para la creación de otra entidad luego de la firma del Tratado de Waitangi y la Declaración es vista en gran parte simplemente como un documento histórico. En tiempos recientes, han surgido dudas sobre la relevancia de la Declaración en asuntos constitucionales.
Si las Tribus Unidas de Nueva Zelanda hubiesen transferido su soberanía en 1840, entonces su territorio sería el del gobierno de Nueva Zelanda, aunque se puede argumentar que la entidad aún existe, aunque ya no sea soberana.

## Acontecimientos recientes
En 2007, el académico maorí con sede en Sídney, Brent Kerehona, cuestionó si efectivamente el jefe Ngāpuhi Moka 'Kainga-mataa' firmó el tratado, así como ha sido confirmado por historiadores y académicos en el pasado. Mokafue uno de los firmantes originales de la Declaración de Independencia el 28 de octubre de 1835, el único maorí que firmó las Proclamaciones deHobson el 30 de enero de 1840 (tan solo siete días antes de la firma del Tratado) y expresó su preocupación sobre los efectos del Tratado al mismo tiempo que estuvo en la reunión del Tratado el 5 de febrero de 1840. Kerehona dedujo que pese a que su nombre aparece en el Tratado de Waitangi, no existe a su lado ningún marca o firma; y que la conversación del 5 de febrero entre Moka, el Rev. Charles Baker y el Capitán William Hobson, registrada por William Colenso (1890), también debe ser tomada en consideración.
Para octubre de 2010, el reclamo de los Ngāpuhi de que la soberanía no fue entregada cuando firmaron el Tratado de Waitangi está siendo investigada por el Tribunal Waitangi. El Tribunal, en la investigación Te Paparahi o te Raki (Wai 1040) está en el proceso de considerar los acuerdos entre los maoríes y la Corona de He Whakaputanga o te Rangatiratanga / La Declaración de Independencia de 1835 y Te Tiriti o Waitangi / el Tratado de Waitangi de 1840.
Muchos de los argumentos que están siendo utilizados son indicados en el libro de 2002 de Paul Moon Te Ara Ki Te Tiriti: The Path to the Treaty of Waitangi (en español, El camino al Tratado de Waitangi), el cual argumenta que no solo los firmantes maoríes no tenían intención de transferir la soberanía, pero que en ese momento el gobierno británico y James Busby no querían adquirirla y que los eventos y justificaciones que llevaron al estado actual fueron posteriores al tratado.  Se estima que las audiencias durarán entre cuatro y seis años, y puede que sienten un precedente serio para todos los grupos tribales maoríes si el Tribunal reconoce la soberanía Ngāpuhi. Una interpretación Ngāpuhi común de la Declaración de las Tribus Unidas es que el gobierno británico simplemente estaba reconociendo la independencia maorí y haciéndolo saber al mundo, simplemente reafirmando una soberanía que existía desde tiempos inmemoriales.

## Bandera
|  |  |

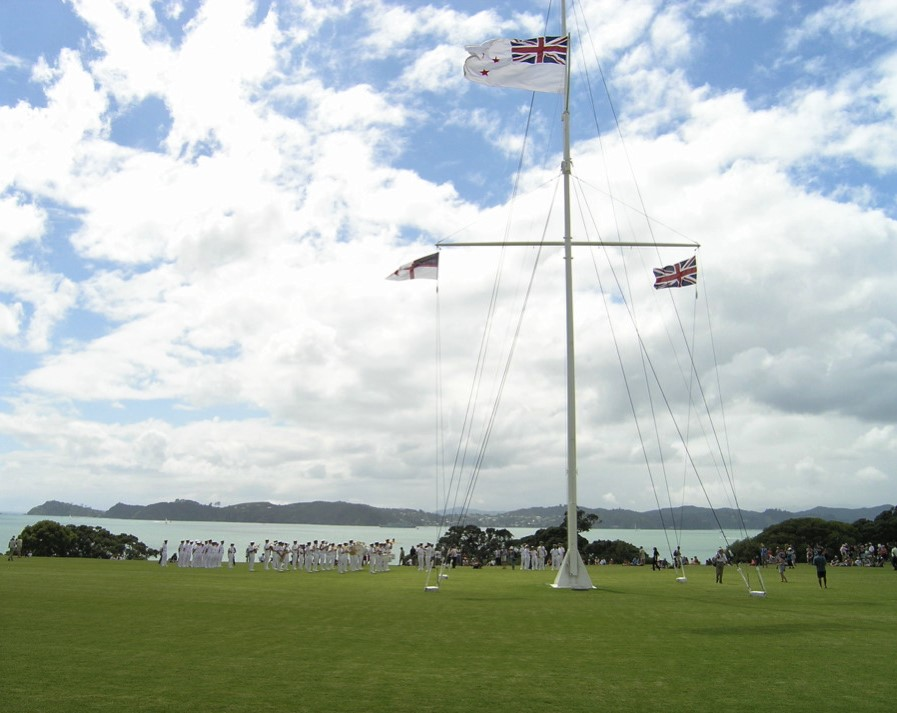
El mástil en Waitangi, ondeando (izquierda - derecha) la Bandera de las Tribus Unidas de Nueva Zelanda, la Insignia de la Armada Real Neozelandesa y la Bandera de la Unión, 5 de febrero de 2006.

La idea de una bandera para representar a Nueva Zelanda surgió en un principio cuando el buque mercante Sir George Murray fue capturado en Sídney por viajar sin una bandera o registro en 1830. Las leyes de navegación británica estipulaban que cada barco debía llevar consigo una certificación oficial. Nueva Zelanda aún no era una colonia británica, por lo que no podía navegar bajo una bandera británica. Sin ninguna bandera que representara a las islas, el comercio se volvió difícil, si no imposible. Aunque las autoridades de Nueva Gales del Sur le otorgaron una licencia temporal al Sir George Murray, quedó claro que una solución más permanente era necesaria. Los jefes maoríes se acercaron a Busby en 1833 sobre el tema de una bandera. Busby solicitó ayuda al Reverendo Williamsy al Secretario Colonial Richard Bourke en Nueva Gales del Sur, y, con consultas adicionales con los líderes tribales, se crearon tres diseños.
El 20 de marzo de 1834, James Busby y el Capitán Lambert del HMS Alligator presentaron los tres diseños a los 25 jefes maoríes norteños en Waitangi. Con un voto de 12-10-3, se escogió el diseño que hoy es bien conocido hoy en día como la Bandera de las Tribus Unidas. Representantes británicos, estadounidenses y franceses presenciaron la ceremonia, la cual incluyó un saludo de 21 cañones del Alligator.
La bandera se basó en parte en la Cruz de San Jorge que ya estaba siendo utilizada por la Church Missionary Society, con un cantón que incluía una cruz roja más pequeña en un fondo azul con pequeñas franjas negras, y con una estrella blanca de ocho puntas en cada cuadrante del cantón. Cuando fue publicada oficialmente en Nueva Gales del Sur en 1835, algunas de estas características fueron alteradas, para que encaje mejor con los patrones heráldicos estándares - las franjas se hicieron blancas, y las estrellas fueron cambiadas de ocho a cinco puntas. Esta versión alterada de la bandera sirvió como la bandera nacional de facto de Nueva Zelanda desde 1835 hasta la firma del Tratado de Waitangi en febrero de 1840.
La primera versión de la bandera, con franjas negras y estrellas de ocho puntas, es utilizada hoy en día por grupos maoríes en toda Nueva Zelanda, quienes también se refieren a ella como la bandera He Whakaputanga. En julio de 2009 fue propuesta como uno de cuatro posibles diseños para una bandera maorí oficial en una serie de hui a lo largo de Nueva Zelanda. En algunas ocasiones, también se puede encontrar esta bandera con franjas blancas o negras y estrellas de seis puntas.